# Burhinus
Burhinus er en slægt af vadefugle, der omfatter 8 arter i verden. De er udbredt på alle kontinenter, bortset fra Antarktis. De foretrækker især varme og tørre områder. Arten triel (Burhinus oedicnemus) forekommer som en sjælden gæst i Danmark.